# Saison 3 de Star Trek: Deep Space Nine
Chronologie
Saison 2 Saison 4
Cette page présente les épisodes de la saison 3 de la série télévisée Star Trek: Deep Space Nine.

## Épisodes

### Épisode 1:La Quête: 1/2
- Salome Jens (Fondatrice)
- Martha Hackett (Sub-Commandeur T'Rul)
- John Fleck (Ornithar)
- Kenneth Marshall (Lieutenant-Commandeur Michael Eddington)

- Martha Hackett (T'Rul/Seska sur Voyager), John Fleck (Ornithar/Silik sur Enterprise) et Kenneth Marshall sont tous de grands habitués de l'univers de Star Trek pour avoir collaboré de nombreuses fois.
- Terry Farrell/Jadzia Dax a changé de coiffure.

### Épisode 2:La Quête: 2/2
- Andrew Robinson (Elim Garak)
- Salome Jens (Fondatrice)
- Natalija Nogulich (Vice-Amirale Alynna Nechayev)
- Martha Hackett (Sub-Commandeur T'Rul)
- William Frankfather (Fondateur)
- Kenneth Marshall (Lieutenant-Commandeur Michael Eddington)
- Dennis Christopher (Borath)

- Odo apprend qu'il est le 1er Korrigan à revenir, mais qu'il n'était pas censé le faire avant 300 ans

### Épisode 3:La Maison de Quark
- Mary Kay Adams (Grilka)
- Carlos Carrasco (D'Ghor)
- Robert O'Reilly (Chancelier Gowron)
- Joseph Ruskin (Tumek)
- John Lendale Bennett (Kozak)

- Première apparition dans la série du Chancelier klingon Gowron, qui y jouera un rôle important.

### Épisode 4:Equilibrium
- Lisa Banes (Dr Renhol)
- Jeff Magnus McBride (Joran Belar)
- Nicholas Cascone (Timor)
- Harvey Vernon (Yolad Belar)

- Kira Nerys avoue qu'elle trouve Odo "craquant".

### Épisode 5:Seconde Peau
- Gregory Sierra (Entek)
- Tony Papenfuss (Yeln)
- Cindy Katz (Yteppa)
- Lawrence Pressman (Ghemor)

- La mentalité de Kira change beaucoup et le Major se rapproche davantage des Cardassiens au cours de cet épisode en s'apercevant qu'ils ne sont pas tous des monstres.

### Épisode 6:L'Orphelin
- Bumper Robinson (L'adolescent Jem'Hadar)
- Jill Sayre (Mardah)
- Leslie Bevis (Rionoj)

- 2e épisode réalisé par Avery Brooks (Benjamin Sisko).
- Odo et Kira se rapprochent de plus en plus.

### Épisode 7:Destruction imminente
- Andrew Robinson (Elim Garak)
- Marc Alaimo (Gul Dukat)
- Danny Goldring (Légat Kell)

- Première rencontre prolongée entre Gul Dukat et Elim Garak, dont les échanges sont particulièrement savoureux.
- Quark cite la 75e Devise de l'Acquisition: « Le bonheur est au foyer, mais ailleurs est le Latinium »
- Danny Goldring est un habitué des séries Star Trek pour y avoir joué de nombreux rôles.
- La version française leur fait dire que la station s'appelait « Terak Nor ».

### Épisode 8:Meridian
- Brett Cullen (Deral)
- Christine Healy (Seltin Racal)
- Jeffrey Combs (Tiron)

- 1re apparition de Jeffrey Combs dans Deep Space Nine avec un rôle différent de celui qu'il aura dans Enterprise.

### Épisode 9:Le Défiant
- Jonathan Frakes (Lieutenant Thomas Riker)
- Marc Alaimo (Gul Dukat)
- Tricia O'Neil (Agent Korinas de l'Ordre Obsidien)
- Shannon Cochran (Kalita)
- Michael Canavan (Tamal)

- Jonathan Frakes est connu pour avoir incarné William T. Riker dans la série Star Trek : La Nouvelle Génération. Il a par ailleurs réalisé de nombreux épisodes de plusieurs séries de l'univers Star Trek.
- On apprend que Benjamin Sisko a travaillé à la conception du Défiant, à la suite de l'attaque des Borgs pendant la bataille de Wolf 359 où il a perdu sa femme.

### Épisode 10:Fascination
- Hana Hatae (Molly O'Brien)
- Philip Anglim (Vedek Bareil Antos)

- 3e réalisation de Avery Brooks (Benjamin Sisko) et 2e de la saison.
- Tout le monde à part Odo est en vêtements civils pendant cette fête.
- Un baiser échangé entre Kira Nerys et le docteur Julian Bashir, nous montre peut-être le 1er baiser de ce vrai couple car ils ont été mariés quelques années.

### Épisode 11:Passé décomposé: 1/2
- Jim Metzler (Chris Brynner)
- Franck Military (Biddle Coleridge)
- Dick Miller (Officier Vin)
- Al Rodrigo (Officier Bernardo Calvera)
- Tina Lifford (Lee)
- Bill Smitrovich (Michael Webb)
- Richard Lee Jackson (Danny Webb)
- John Lendale Bennett (Gabriel Bell)

- Les taches de Jadzia sont prises pour des tatouages Japonais.
- Sisko devance Quark pour citer la devise de l'Acquisition n°121 "Traitons nos obligés à l'égal de notre famille... Exploitons-les"
- Quark devance Sisko pour citer la devise de l'Acquisition n°157 "Il est vain de retirer le poisson de l'eau"

### Épisode 12:Passé décomposé: 2/2
- Jim Metzler (Chris Brynner)
- Franck Military (Biddle Coleridge)
- Dick Miller (Officier Vin)
- Deborah Van Valkenburgh (Inspecteur Preston)
- Al Rodrigo (Officier Bernardo Calvera)
- Clint Howard (Grady)
- Richard Lee Jackson (Danny Webb)
- Bill Smitrovich (Michael Webb)
- Tina Lifford (Lee)
- Daniel Zacapa (Henry Garcia)
- Mitch David Carter (Commandant du SWAT)

- À noter la présence de Clint Howard, le célèbre enfant extraterrestre de la « série classique » de Star Trek.

### Épisode 13:Survivre à tout prix?
- Louise Fletcher (Kai Winn Adami)
- Philip Anglim (Vedek Bareil Antos)
- Andrew Prine (Légat Turrel)
- Lark Voorhies (Leanne)
- Ann Gillespie (Infirmière Jabara)
- Eva Loseth (Riska)

- Jake Sisko et Nog se disputent car ils n'ont pas le même point de vue sur les femmes.

### Épisode 14:Cœur de pierre
- Salome Jens (Fondatrice)

- Benjamin Sisko est impressionné par la qualité du travail de Nog.
- Odo donne la signification de son nom à Kira : le Docteur Mora l'a désigné en "nature inconnue", et les Cardassiens l'ont traduit dans leur langue en le désignant sous le nom d'odo'ital qui signifie littéralement "rien", les Bajorans ont gardé ce nom mais en le fractionnant dans la tradition Bajorane pour faire Odo Ital, qui a ensuite été raccourci en Odo.

### Épisode 15:Destinée
- Tracy Scoggins (Dr Gilora Rejal)
- Wendy Robie (Dr Ulani Belor)
- Erick Avari (Vedek Yarka)
- Jessica Hendra (Agent Dejar)

- Benjamin Sisko avoue qu'être "l'Émissaire des Prophètes" pour les Bajorans est un titre un peu lourd à porter pour lui.
- Kira Nerys lutte souvent et surtout dans cet épisode, pour ne pas avoir à prendre parti entre sa religion et son pragmatisme lié à Starfleet.

### Épisode 16:Le Plan des prophètes
- Max Grodénchik (Rom)
- Juliana Donald (Emi)
- Tiny Ron (Maihar'du)
- Wallace Shawn (Grand Nagus Zek)

- 1re réalisation de René Auberjonois (Odo) pour cette série.
- Tout comme Benjamin Sisko, Quark parle aux "prophètes", créateurs du vortex.
- Lorsqu'il est enlevé par Quark et Mayard'Hu Zek fredonne l'Internationale.

### Épisode 17:Visionnaire
- Ray Young (Agent Morka)
- Bob Minor (Agent Bo'rak)
- Dennis Madalone (Agent Atul)
- Jack Shearer (Diplomate Ruwon)
- Annette Helde (Diplomate Karina)

- À noter que Miles O'Brien fait accepter à Quark d'installer un jeu de fléchettes dans son bar.
- Jack Shearer et Annette Helde sont des habitués de l'univers Star Trek pour avoir joué chacun plusieurs fois dans des séries, film ou jeux vidéo.

### Épisode 18:Échos distants
- Andrew Robinson (Elim Garak)
- Victor Rivers (Altovar)
- Ann Gillespie (Infirmière Jabara)
- Nicole Forester (La pin-up de Quark)

### Épisode 19:De l'autre côté du miroir
- Andrew Robinson (Elim Garak)
- Felecia M. Bell (Jennifer Sisko)
- Tim Russ (Tuvok)
- Max Grodénchik (Rom)

- Seconde apparition de l'univers miroir dans la série après l'épisode 23 de la saison 2

### Épisode 20:Cause improbable: 1/2
- Andrew Robinson (Elim Garak)
- Paul Dooley (Enabran Tain)
- Carlos LaCamara (Retaya)
- Julianna McCarthy (Mila)
- Joseph Ruskin (Informateur Cardassien)
- Darwyn Carson (Agent du Tal Shiar)

### Épisode 21:Les dés sont jetés: 2/2
- Andrew Robinson (Elim Garak)
- Paul Dooley (Enabran Tain)
- Kenneth Marshall (Lieutenant-Commandeur Michael Eddington)
- Leland Orser (Colonel Lovok)
- Leon Russom (Vice-Amiral Toddman)

### Épisode 24:Shakaar
- Duncan Regehr (Shakaar Edon)
- Louise Fletcher (Kai Winn Adami)
- Diane Salinger (Lupaza)
- William Lucking (Furel)
- Sherman Howard (Syvar)
- John Doman (Colonel Lenaris Holem)

### Épisode 26:L'Adversaire
- Kenneth Marshall (Lieutemant-Commandeur Michael Eddington)
- Lawrence Pressman (Ambassadeur Krajensky)